# Rally del Bósforo
El Rally del Bósforo, oficialmente Bosphorus Rally es una prueba de rally que se disputa anualmente desde 1972 en Turquía. Se disputó en tramos de asfalto y en la actualidad sobre tierra y ha sido puntuable para varios campeonatos. Desde 1996 para el Campeonato de Europa de Rally y en 2007 y 2008 para el Intercontinental Rally Challenge. Ha recibido varios nombres a lo largo de su historia: Günaydın Rally, Rally of Turkey, Fiat Rally, Istambul Rally y desde 2010 Bosphorus Rally.

## Historia
Es una de las pruebas de motor más antiguas de Turquía. En su primer año la carrera se llamó Günaydın Rally y contó con una ruta de 2000 km que transcurrió por las localidades y ciudades turcas de Estambul, Şile, Adapazarı, Kandıra, Akçakoca, Zonguldak, Amasra, Devrek, Bolu, Beypazarı, Ankara, Nallıhan, Taraklı, Bilecik, Bursa, Ulu Dag and Karamürsel. Entre los 38 participantes el ganador fue el turco Engin Serozan a bordo de un Renault 12 TS. Durante la década de los 70 los ganadores fueron principalmente pilotos turcos aunque en la siguiente década varios pilotos foráneos lograron la victoria, como el búlgaro Ilia Tchoubrikov, que venció en tres ocasiones, el austríaco Franz Wurtz con un Audi Quattro en 1984 o el finés Kalevi Aho ganador en dos ocasiones.

### Años 1990

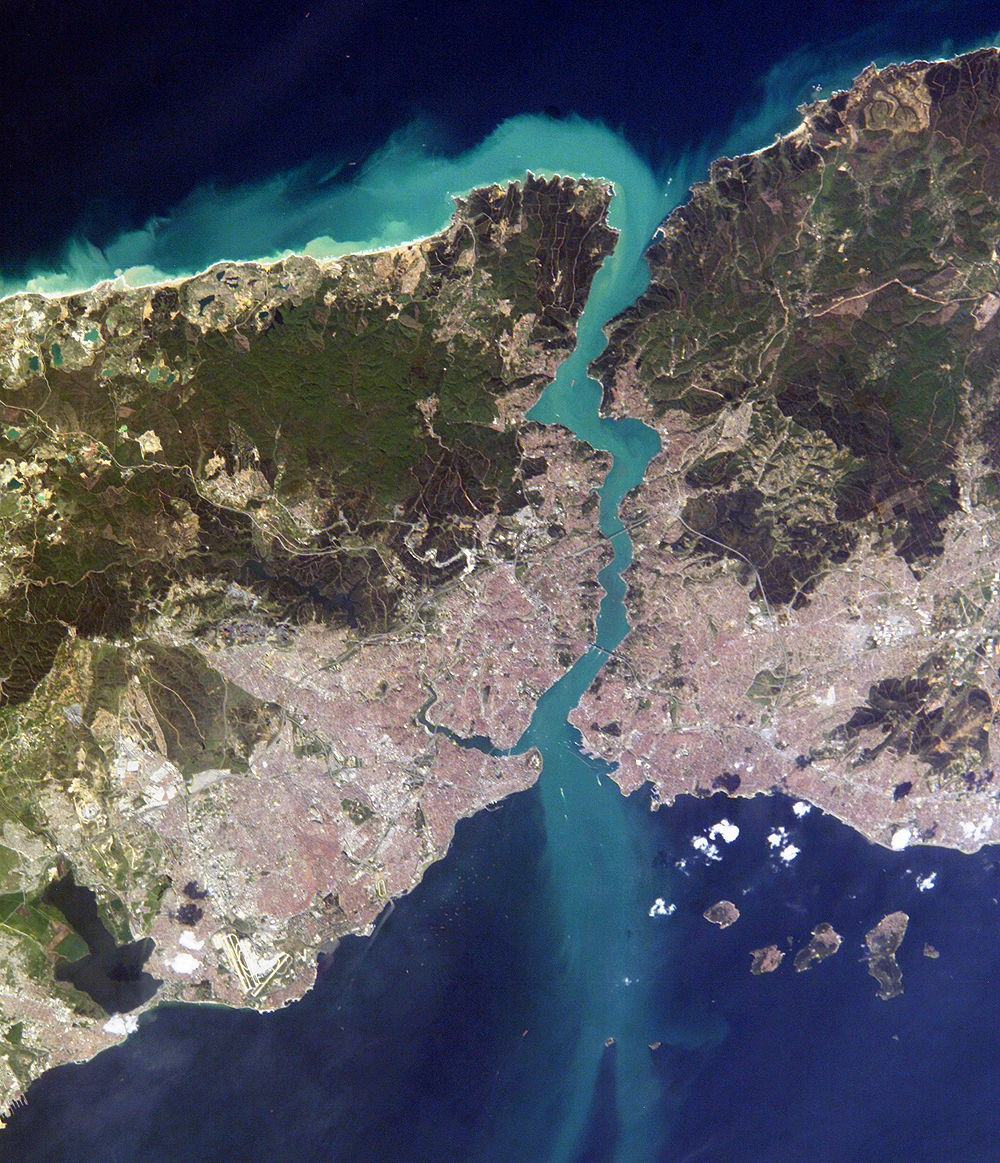
El rally lleva el nombre en honor al Estrecho de Bósforo desde 2010.

En la década de los noventa, la prueba entró en el calendario del certamen europeo y en 1998 se trasladó al corazón de la industria automovilística de Turquía: Bursa. Esa edición de cincuenta y un participante solo veintinueve lograron terminar siendo el vencedor el italiano Alessandro Fiorio con un Ford Escort WRC. En el año 2000, cuando la prueba logró el coeficiente más alto del certamen europeo (20), fue organizada por la Federación de Automovilismo de Turquía y contó con el patrocinio de la empresa Tofaş Fiat, además fue retransmitida en directo por las cadenas NTV, CNN Türk y Olay TV. El danés Henrik Lundgaard logró la victoria y se proclamó campeón de Europa gracias en parte al abandono de su rival más directo, el belga Bruno Thiry. Lundgaard logró marcar el mejor tiempo en 24 de 27 tramos disputados. De 73 participantes solo 38 terminaron la prueba y contó con la mujer piloto, Isolde Holderied, compañera de equipo del vecendor, que compitió con un Toyota Corolla WRC y terminó en la quinta posición.

### Años 2000
La edición de 2001 contó con un itinerario de 302 km cronometrados, 14 tramos y epicentro en Esmirna, de nuevo con eficiente máximo del campeonato de Europa. De 62 equipos solo 35 lograron terminar y el vencedor fue el alemán Armin Kremer que mantuvo una dura lucha con el turco Yazıcı Serkan. En 2002 el vencedor fue el polaco Janusz Kulig y el alemán Anthony Warmbold fue segundo a 37 segundos. Kulig peló por la victoria con Kuzaj, hasta que este se retiró en el séptimo tramo por avería. Ese año hubo diez equipos extranjeros de seis países diferentes.
En 2003 el belga Bruno Thiry lograría la prueba y a posteriori se proclamaría también campeón de Europa y al año siguiente se repitió de nuevo la historia el vencedor de la prueba turca, el francés Simon Jean Joseph ganaría además el certamen europeo. Ese año la prueba cambiaría de nombre con el nuevo patrocinador, pasando a llamarse Fiat Rally. En 2005 el francés Simon Jean logró de nuevo la victoria en la prueba y al igual que en 2004 con un Renault Clio S1600. Ese año tomaron la salida 42 participantes y terminaron 25.
En 2006 la prueba volvió a realizarse en Estambul, por primera vez en nueve años. El parque de asistencia y la Super Especial se situaron en el Circuito de Estambul, sede del Gran Premio de Fórmula 1. La prueba contó con un itinerario de 23 tramos enteramente sobre asfalto. El vencedor fue el italiano Giandomenico Basso con un Fiat Grande Punto S2000.
En la edición de 2007 la prueba se disputó por primera vez íntegramente sobre tramos de tierra y además era puntuable para tres campeonatos: europeo, IRC y campeonato turco. La prueba contó con 65 pilotos siendo ganador el francés Nicolas Vouilloz. Al año siguiente de nuevo entró en el calendario de chicos certámenes siendo Luca Rosetti el piloto vencedor.
En 2009 la prueba volvió a contar solamente para el europeo y por segundo año consecutivo bajo la denominación de Istambul Rally. Ese año el ganador sería el polaco Michal Solowow que daría la tercera victoria consecutiva al Peugeot 207 S2000 en tierras turcas.

### Años 2010
En el año 2010 adquirió el nombre de Bosphorus Rally y fue puntuable para el además para el campeonato histórico de Turquía. El ganador fue Luca Rossetti siendo su segunda victoria personal en la prueba.
En 2011 la prueba celebró su 40.º aniversario donde volvió a vencer un piloto turco, cosa que no sucedía desde 1999, siendo este Yagiz Avci que ya había logrado subirse al podio en años anteriores.

## Palmarés
| Año  | Edición                   | Piloto             | Copiloto             | Vehículo                  | Series   |
| ---- | ------------------------- | ------------------ | -------------------- | ------------------------- | -------- |
| 1972 | 1. Günaydın Rally         | Engin Serozan      | Turgut Ođuz          | Renault 12 TS             |          |
| 1973 | 2                         | Levent Pekün       | Mehmet Karabeyođlu   | Renault 12 TS             |          |
| 1974 | 3                         | Faruk Süren        | Lemi Tanca           | Renault 12 TS             |          |
| 1975 | 4                         | Aytaç Kot          | Ercan Ayan           | Renault 12 TS             |          |
| 1976 | 5                         | Renç Koçibey       | Sabit Akça           | Murat 124                 |          |
| 1977 | 6                         | Ali Baciođlu       | Metin Çeker          | Opel Kadett GTE           |          |
| 1978 | 7                         | Ilia Tchoubrikov   | Kold Tchoubrikov     | Renault 5 Alpine          |          |
| 1979 | 8                         | Renç Koçibey       | Romolo Marcopoli     | Ford Escort RS 2000       |          |
| 1980 | 9                         | Azmi Avciođu       | Beyza Avciođlu       | Murat 131                 |          |
| 1981 | 10                        | Ilia Tchoubrikov   | Kaltcho Hinov        | Renault 5 Alpine          |          |
| 1982 | 11                        | Radoslav Petkov    | Kaltcho Hinov        | Porsche 911               |          |
| 1983 | 12. Günaydin Rally        | Ilia Tchoubrikov   | Palman Tchoubrikov   | Renault 5 Alpine          |          |
| 1984 | 13. Günaydin Rally        | Franz Wurtz        | Johannes Geitz       | Audi Quattro              |          |
| 1985 | 14. Günaydin Rally        | Kalevi Aho         | Timo Hakala          | Opel Manta                |          |
| 1986 | 15. Günaydin Rally        | Gerhard Kalnay     | Gunter Tazriter      | Škoda LR 130              |          |
| 1987 | 16. Günaydin Rally        | Kalevi Aho         | Timo Hakala          | Renault 11 Turbo          |          |
| 1988 | 17. Günaydin Rally        | Emre Yerlici       | Can Okan             | Audi Coupe Quattro        |          |
| 1989 | 18. Günaydin Rally        | Emre Yerlici       | Can Okan             | Lancia Delta Integrale    |          |
| 1990 | 19. Günaydin Rally        | Philippe Bugalski  | Denis Giraudet       | Renault 11 Turbo          |          |
| 1991 | 20. Rally of Turkey       | Ali Bacıoğlu       | Metin Çeker          | Lancia Delta Integrale    |          |
| 1992 | 21. Rally of Turkey       | İskender Atakan    | Yusuf Avimelek       | Lancia Delta Integrale    |          |
| 1993 | 22. Rally of Turkey       | İskender Atakan    | Can Okan             | Lancia Delta Integrale    |          |
| 1994 | 23. Günaydin Rally        | Ercan Kazaz        | Cem Bakançocukları   | Lancia Delta Integrale    |          |
| 1995 | 24. Rally of Turkey       | Mark Higgins       | Cliff Simmons        | Nissan Sunny              |          |
| 1996 | 25. Rally of Turkey       | Serdar Bostancı    | Cihat Gürkan         | Ford Escort Cosworth      | ERC      |
| 1997 | 26. Rally of Turkey       | Volkan Işık        | İlham Dökümcü        | Ford Escort WRC           | ERC      |
| 1998 | 27. Rally of Turkey       | Alessandro Fiorio  | Nadia Mazzon         | Ford Escort WRC           | ERC      |
| 1999 | 28. Rally of Turkey       | Volkan Işık        | Erkan Bodur          | Toyota Celica             | ERC      |
| 2000 | 29. Rally of Turkey       | Henrik Lundgaard   | Jean Christian Anker | Toyota Corolla WRC        | ERC      |
| 2001 | 30. Tofaş Rally Turkey    | Armin Kremer       | Fred Berssen         | Toyota Corolla WRC        | ERC      |
| 2002 | 31. Tofaş Rally Turkey    | Janusz Kulig       | Jarek Baran          | Ford Focus WRC            | ERC      |
| 2003 | 32. Tofaş Rally Turkey    | Bruno Thiry        | Jean Marc Fortin     | Peugeot 206 WRC           | ERC      |
| 2004 | 33. Fiat Rally            | Simon Jean Joseph  | Jack Boyere          | Renault Clio S1600        | ERC      |
| 2005 | 34. Fiat Rally            | Simon Jean Joseph  | Jack Boyere          | Renault Clio S1600        | ERC      |
| 2006 | 35. Fiat Rally            | Giandomenico Basso | Mitia Dotta          | Fiat Grande Punto S2000   | ERC      |
| 2007 | 36. Fiat Rally            | Nicolas Vouilloz   | Nicolas Klinger      | Peugeot 207 S2000         | ERC, IRC |
| 2008 | 37. Istambul Rally        | Luca Rosetti       | Matteo Chiarcossi    | Peugeot 207 S2000         | ERC, IRC |
| 2009 | 38. Istambul Rally        | Michal Solowow     | Maciek Baran         | Peugeot 207 S2000         | ERC      |
| 2010 | 39. Bosphorus Rally       | Luca Rossetti      | Matteo Chiarcossi    | Abarth Grande Punto S2000 | ERC      |
| 2011 | 40. Bosphorus Rally       | Yagiz Avci         | Bahadir Gucenmez     | Ford Fiesta S2000         | ERC      |
| 2012 | 41. Bosphorus Rally       | Juho Hänninen      | Mikko Markkula       | Škoda Fabia S2000         | ERC      |
| 2013 | 42. Bosphorus Rally       | Orhan Avcioglu     | Burcin Korkmaz       | Ford Fiesta S2000         | ERC Cup  |
| 2014 | 43. Avis Bosphorus Rally  | Murat Bostanci     | Onur Vatansever      | Ford Fiesta S2000         |          |
| 2015 | 44. Bosphorus Rally       | Murat Bostanci     | Onur Vatansever      | Ford Fiesta S2000         |          |
| 2016 | 45. Marmaris Rally Turkey | Yagiz Avci         | Bahadir Gücenmez     | Peugeot 208 T16           |          |
| 2017 | 46. Marmaris Rally Turkey | Orhan Avcioglu     | Burcin Korkmaz       | Škoda Fabia R5            |          |

- Referencias[3][4]